# Гринфилд (округ Керн, Калифорнија)
Гринфилд (енгл. Greenfield, Kern County) насељено је место без административног статуса у америчкој савезној држави Калифорнија.

## Демографија
По попису из 2010. године број становника је 3.991.
| Група             | 2000.    | 2010.         |
| Белци             | 0 (0,0%) | 1.519 (38,1%) |
| Афроамериканци    | 0 (0,0%) | 71 (1,8%)     |
| Азијати           | 0 (0,0%) | 45 (1,1%)     |
| Хиспаноамериканци | 0 (0,0%) | 2.263 (56,7%) |
| Укупно            | 0        | 3.991         |